# Диродийбарий
Диродийбарий — бинарное неорганическое соединение
родия и бария
с формулой BaRh2,
кристаллы.

## Получение
- Сплавление стехиометрических количеств чистых веществ:

{\displaystyle {\mathsf {2Rh+Ba\ {\xrightarrow {1360^{o}C}}\ BaRh_{2}}}}

## Физические свойства
Диродийбарий образует кристаллы
кубической сингонии,
пространственная группа F d3m,
параметры ячейки a = 0,7852 нм, Z = 8,
структура типа димедьмагния MgCu2 (фаза Лавеса)
.
При температуре 6 К переходит в сверхпроводящее состояние.